# Червен пипер
Червеният пипер е подправка, представляваща прах или дребни люспи, получени чрез смилане или счукване на сушени червени чушки или чушлета. Наред с най-традиционните овкусители – солта и захарта, това е най-разпространената подправка на кулинариите по цял свят. Названията на подправката в различните езици варират, но обозначават един и същи вид подправка, получена от плодовете на пипера (чушките).
Придава на ястията специфичния си сладникав аромат, който се освобождава напълно при термична обработка. Тя трябва да бъде кратка и умерена, защото при висока температура захарите в него прегарят и вкусът му става горчив.
Червеният пипер бива най-общо два вида според вкуса си – лютив и сладък.
- Лютивият червен пипер (чили, кайен) се приготвя от узрели лютиви чушлета и се използва за подлютяване на ястия, сосове и подправкови смеси.
- Сладкият червен пипер се получава от сладки червени чушки и придава на ястията леко сладникав вкус. Червеният пипер оцветява ястията в приятен оранжев до керемиден цвят. Понякога се използва за поръсване на различни продукти, но тогава ароматът му не се освобождава напълно и постигнатият ефект е повече естетичен, отколкото вкусов.

Традиционното българско разбиране за червения пипер е малко по-усложнено и зависи от начина на приготвянето му. Това, което сега наричаме сладък червен пипер се нарича от старите българи благ пипер. Той задължително е фино стрит на прах.
Лютивият се дели на 3 вида:
1. слабо лютив червен, който всъщност е смес на благ с лютив, също стрит на прах. По същество – в миналото това е традиционният червен пипер на българите, който служи за овкусяване на храни. Благият пипер се е ползва предимно за поръсване на питка, хляб, сирене, салати. В наши дни най-често се използва така нареченият „сладък“ (благ) пипер.
2. лют червен, който може да е стрит на прах или ронен (стрит на по-едри люспи). Този вид се смята за аналогичен на северноамериканския кайен.
3. серт червен, който почти винаги е само ронен, а не фино смлян. Силно лютивият се смята за аналогичен на мексиканското и южноамериканското чили.